# Angela Daigle
Angela Daigle (São Francisco, 28 de maio de 1976) é uma ex-velocista norte-americana, especialista nos 100 m rasos. Foi campeã mundial do revezamento 4x100 m no Campeonato Mundial de Atletismo de 2005, em  Helsinque, Finlândia, junto com  Muna Lee, Me'Lisa Barber  e Lauryn Williams. Também foi campeã pan-americana no 4x100 m em Santo Domingo 2003.